# Attala von Straßburg
Attala von Straßburg (* um 690 im Elsass; † 3. Dezember 741 in Straßburg) war Äbtissin des Klosters St. Stephan in Straßburg und wird in der Katholischen Kirche als Heilige verehrt.

## Leben
Attala war die Tochter des Etichonen-Herzogs Adalbert († 722) und seiner Frau Gerlind. Von ihrer Tante Odilia wurde sie in deren Kloster auf dem heutigen Odilienberg bei Straßburg erzogen. Um 720 übernahm sie mit 30 Jahren als Äbtissin die Leitung des von ihrem Vater gestifteten Frauenklosters St. Stephan in Straßburg, welche sie bis zu ihrem Tode innehatte. Sie starb 741 und wurde in St. Stephan beigesetzt und erfuhr ab dem 10. Jahrhundert Verehrung als Heilige; ihre Reliquien verschwanden jedoch in der Französischen Revolution.
Ihr Gedenktag war bis 1865 der 3. Dezember, heute ist es der 5. Dezember. Häufig wird Attala mit Krone sowie Schlüssel oder Kirche dargestellt.

## Sonstiges
- Nach dem Elenchus der Bollandisten war sie eine Jungfrau zu Straßburg, und nach dem Werk Attribute der Heiligen wurde ihrem Leichnam von einem Boten die Hand zur Nutzung für Heilungen abgeschnitten, welche aber durch Verirrung am Ende wieder zum verstümmelten Leichnam kam.

- Als Namensherkunft wurde unter anderem aus dem Gotischen/Althochdeutschen „väterlich“, aus dem Griechischen ἀταλός (atalos, „kindlich, jugendlich“) oder aus dem Altdeutschen „Adel, edel“ und als Namensbedeutung aus dem Gotischen „die Vaterstelle vertretend“ überliefert.